# Libero Burro
Libero Burro è un film italiano del 1999 diretto da Sergio Castellitto.

## Trama
Libero Burro è un uomo di origine meridionale, nullatenente e sfaccendato, che ha deciso di intraprendere la carriera di manager a Torino. Decide di tentare l'azzardo e cerca di accaparrarsi La Cavallerizza, uno stabile centrale di proprietà del suo amico Mario, giocatore di cavalli e padre della fascinosa Rosa. Libero, che non ha titoli di studio, si iscrive alle scuole serali, frequentate da extracomunitari, per prendere il diploma di geometra. In questa occasione conosce Caterina, professoressa d'italiano, di cui si innamora. Ma un imprenditore affarista, Gaetano Novaro, laureato, lo contrasta in tutte le maniere e per Libero la vita diventa difficile. Libero non riesce più a gestire gli eventi, e decide di puntare su obiettivi più abbordabili. Con lui rimane Caterina. Poi, per il futuro, si vedrà.

## Riconoscimenti
- 2000 – Festival international du film d'amour de Mons
  - Grand Prix